# Artiom Terian
Artiom Terian   (Gandja, 5 de març de 1930 - Bakú, abril 1970) va ser un lluitador àzeri, procedent d'una família armènia, que va competir sota bandera soviètica durant la dècada de 1950. Era especialista en lluita grecoromana.
Terian va néixer a l'Azerbaidjan en el sí d'una família armènia del poble Bayan. Va iniciar-se en la lluita el 1945, primer en el kokh i després la lluita clàssica. El seu primer entrenador va ser Andrew Danielian.
Després de graduar-se a l'escola es va traslladar a Bakú per estudiar a l'Institut d'Educació Física de Bakú. Va guanyar els campionats soviètics en lluita grecoromana entre 1950 i 1954 i el de lluita lliure de 1951. El 1952 va prendre part en els Jocs Olímpics de Hèlsinki, on guanyà la medalla de bronze en la competició del pes gall del programa de lluita grecoromana. El 1953 fou el primer azerbaidjanès en guanyar una medalla d'or al Campionat del món de lluita.
El 1955 va patir un accident de moto que l'obligà a retirar-se de la pràctica de l'esport. Amb la retirada passà a exercir d'entrenador al seu club, el Dinamo de Bakú. L'abril de 1970 va morir en una disputa domèstica.